# Radom
Radom är en stad i Polen, belägen 100 km söder om Warszawa, vid Wisłas biflod Mleczna. 

## Historia
Den nya staden anlades av Kasimir den store (kung 1333-70). 1613-1766 var den säte för Polens räkningekammare. 1767 bildade ryske ministern i Polen Repnin av dissidenter från de polsk-preussiska och litauiska provinserna samt andra med regeringen missnöjda en generalkonfederation i Radom, till vars överhuvud valdes furst Karol Stanisław Radziwiłł
och som på den följande konfederationsriksdagen i
Warszawa s. å. genomdrev dissidenternas likställighet med katolikerna, men förhindrade varje politisk reform.
Efter Polens delningar blev orten huvudstad i guvernementet Radom. 1910 hade Radom 49 194 invånare, varav nära hälften judar. 

## Näringsliv
I Radom låg en mängd framstående industrier. Där tillverkades, före och under andra världskriget, den berömda Radom-pistolen Pistolet wz. 35 Vis eller 9 mm Pistole 35(p), som fungerade enligt Brownings patent.